# Ramsey (New Jersey)
Ramsey ist eine Stadt im Bergen County, New Jersey, USA. Das U.S. Census Bureau hat bei der Volkszählung 2020 eine Einwohnerzahl von 14.798 ermittelt.

## Geographie
Die geographischen Koordinaten der Stadt sind 41°3'32" nördliche Breite und 74°8'33" westliche Länge.
Nach den Angaben des United States Census Bureaus hat die Stadt eine Gesamtfläche von 14,5 km2, wovon 14,4 km2 Land und 0,1 km2 (0,89 %) Wasser ist.

## Verkehr

### Straße
Im Nordwesten verläuft die New Jersey Route 17 durch das Stadtgebiet. In Richtung Süden verbindet sie Ramsey direkt mit dem Stadtgebiet von Newark und New York City. Nördlich der Stadt schafft sie einen Anschluss an die Interstate 287 und die Interstate 87. Die Interstate 87 verbindet die Stadt mit nördlichen Regionen bis hin zur kanadischen Grenze bei Montreal. Die Interstate 287, die im Westen an der Stadt vorbei verläuft, bietet Anschluss an die nördlichen und südlichen Vororte von New York City.

### Eisenbahn
Ramsey verfügt in seinem Stadtgebiet über zwei Bahnhöfe. Die Ramsey Main Street Station befindet sich im Zentrum der Stadt, zusätzlich dazu gibt es im Norden der Stadt die Route 17 Station. Hier halten über den Tag regelmäßig Züge der Linie Suffern-Hoboken. Seltener werden diese Stationen auch von Zügen der Strecke Port Jervis-Hoboken bedient. Durch die regelmäßige Anbindung nach Hoboken ist die Stadt auch im öffentlichen Nahverkehr gut an Newark und damit auch New York City angebunden.

## Geschichte
Der National Park Service weist für Ramsey drei Bauwerke im National Register of Historic Places (NRHP) aus (Stand 29. November 2018), darunter das Westervelt-Ackerson House. In diesem Gebäude betreibt die Ramsey Historical Association ein kleines Museum namens Old Stone House. Dieses dokumentiert die Geschichte und Entwicklung der Stadt.

## Demographie
Nach der Volkszählung von 2000 gibt es 14.351 Menschen, 5.313 Haushalte und 3.947 Familien in der Stadt. Die Bevölkerungsdichte beträgt 996,6 Einwohner pro km2. 91,62 % der Bevölkerung sind Weiße, 0,78 % Afroamerikaner, 0,10 % amerikanische Ureinwohner, 5,85 % Asiaten, 0,01 % pazifische Insulaner, 0,54 % anderer Herkunft und 1,10 % Mischlinge. 2,93 % sind Latinos unterschiedlicher Abstammung.
Von den 5.313 Haushalten haben 37,7 % Kinder unter 18 Jahre. 64,4 % davon sind verheiratete, zusammenlebende Paare, 7,4 % sind alleinerziehende Mütter, 25,7 % sind keine Familien, 22,6 % bestehen aus Singlehaushalten und in 7,8 % Menschen sind älter als 65. Die Durchschnittshaushaltsgröße beträgt 2,68, die Durchschnittsfamiliengröße 3,18.
27,0 % der Bevölkerung sind unter 18 Jahre alt, 4,9 % zwischen 18 und 24, 30,5 % zwischen 25 und 44, 26,3 % zwischen 45 und 64, 11,2 % älter als 65. Das Durchschnittsalter beträgt 39 Jahre. Das Verhältnis Frauen zu Männer beträgt 100:93,3, für Menschen älter als 18 Jahre beträgt das Verhältnis 100:88,9.
Das jährliche Durchschnittseinkommen der Haushalte beträgt 88.187 USD, das Durchschnittseinkommen der Familien 104.036 USD. Männer haben ein Durchschnittseinkommen von 75.017 USD, Frauen 43.205 USD. Der Prokopfeinkommen der Stadt beträgt 41.964 USD. 1,9 % der Bevölkerung und 1,4 % der Familien leben unterhalb der Armutsgrenze, davon sind 2,2 % Kinder oder Jugendliche jünger als 18 Jahre und 2,5 % der Menschen sind älter als 65.